# الرايشكونكوردات

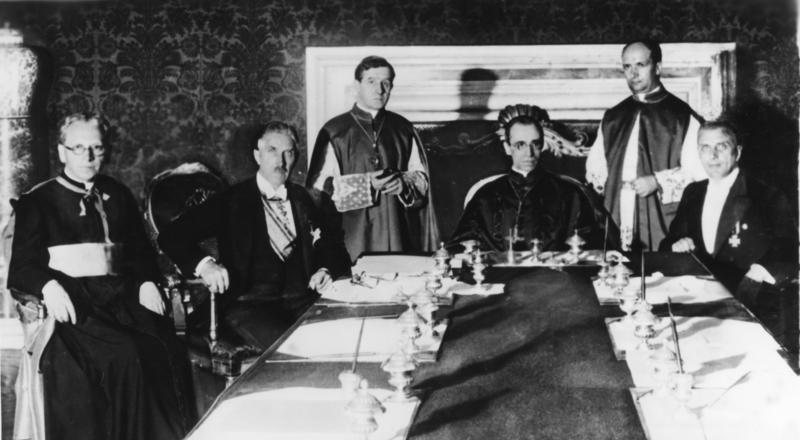
توقيع الرايشكونكورداتفي 20 يوليو 1933 في روما. (من اليسار إلى اليمين: الأسقف الألماني لودفيج كاس، نائب المستشار الألماني فرانز فون بابن، وزير الشؤون الكنسية جوزيبي بيتزاردو، وزير خارجية الكاردينال يوجينيو باتشيلي، ألفريدو أوتافياني، وعضو مجلس النواب الألماني ريتشارد مينيتريوم، وعضو مجلس النواب الألماني ريتشارد بوتمان

الرايشكونكوردات (الألمانية: Reichskonkordat) («الوفاق بين الكرسي الرسولي والرايخ الألماني» ) هو معاهدة تم التفاوض عليها بين الفاتيكان وألمانيا النازية الناشئة. تم التوقيع عليها في 20 يوليو 1933 من قبل وزير الخارجية الكاردينال أوجينيو باتشيلي، الذي أصبح فيما بعد البابا بيوس الثاني عشر، نيابة عن البابا بيوس الحادي عشر ونائب المستشار فرانز فون بابن نيابة عن الرئيس بول فون هيندينبرج والحكومة الألمانية. تم التصديق عليه في 10 سبتمبر 1933 ودخل حيز التنفيذ اعتبارًا من ذلك التاريخ فصاعدًا. تضمن المعاهدة حقوق الكنيسة الكاثوليكية الرومانية في ألمانيا. عندما يتولى الأساقفة مهامهم، تنص المادة 16 على أن عليهم أداء قسم الولاء لحاكم أو رئيس الرايخ الألماني المنشأ وفقًا للدستور. كما تتطلب المعاهدة من جميع رجال الدين الامتناع عن العمل في الأحزاب السياسية ومن أجلها. بدأت الانتهاكات النازية للاتفاقية في أقرب وقت تقريبًا بعد توقيعها بعد ذلك مما أدى إلى احتجاج الكنيسة في المنشور Mit brennender Sorge لعام 1937 للبابا بيوس الحادي عشر. خطط النازيون للقضاء على نفوذ الكنيسة من خلال تقييد منظماتها من القيام بالأنشطة الدينية البحتة.
يعتبر الرايشكونكوردات هو الأكثر إثارة للجدل بين العديد من الوفاقات التي تفاوض الفاتيكان عليها خلال Pius XI. يتم مناقشته في كثير من الأحيان في الأعمال التي تتعامل مع صعود هتلر في أوائل الثلاثينات والمحرقة. وقد وصف البعض هذا الكونكورد بأنه يعطي الشرعية الأخلاقية للنظام النازي بعد فترة وجيزة من اكتساب هتلر سلطات شبه دكتاتورية من خلال قانون التمكين لعام 1933، وهو القانون نفسه الذي سهل من خلال دعم حزب الوسط الكاثوليكي. أصبح الكرسي الرسولي أول شريك قانوني لنظام هتلر.
تفرض المعاهدة قيودًا على النشاط السياسي لرجال الدين الألمان في الكنيسة الكاثوليكية. بعد إقرار قوانين نورمبرغ لعام 1935 على سبيل المثال، تم اتباع سياسة عدم التدخل. تعتبر غالبية التسلسل الهرمي للكنيسة الألمانية المعاهدة رمزًا للسلام بين الكنيسة والدولة. من وجهة نظر الكنيسة الكاثوليكية الرومانية، قيل إن كونكوردت حال دون إطلاق شرور أكبر ضد الكنيسة. على الرغم من أن بعض الأساقفة الألمان كانوا غير متحمسين، وكان الحلفاء في نهاية الحرب العالمية الثانية يشعرون أنه غير مناسب، إلا أن البابا بيوس الثاني عشر نجح في الحفاظ على الوفاق ساري المفعول. لا يزال ساري المفعول حتى اليوم.

## خلفية

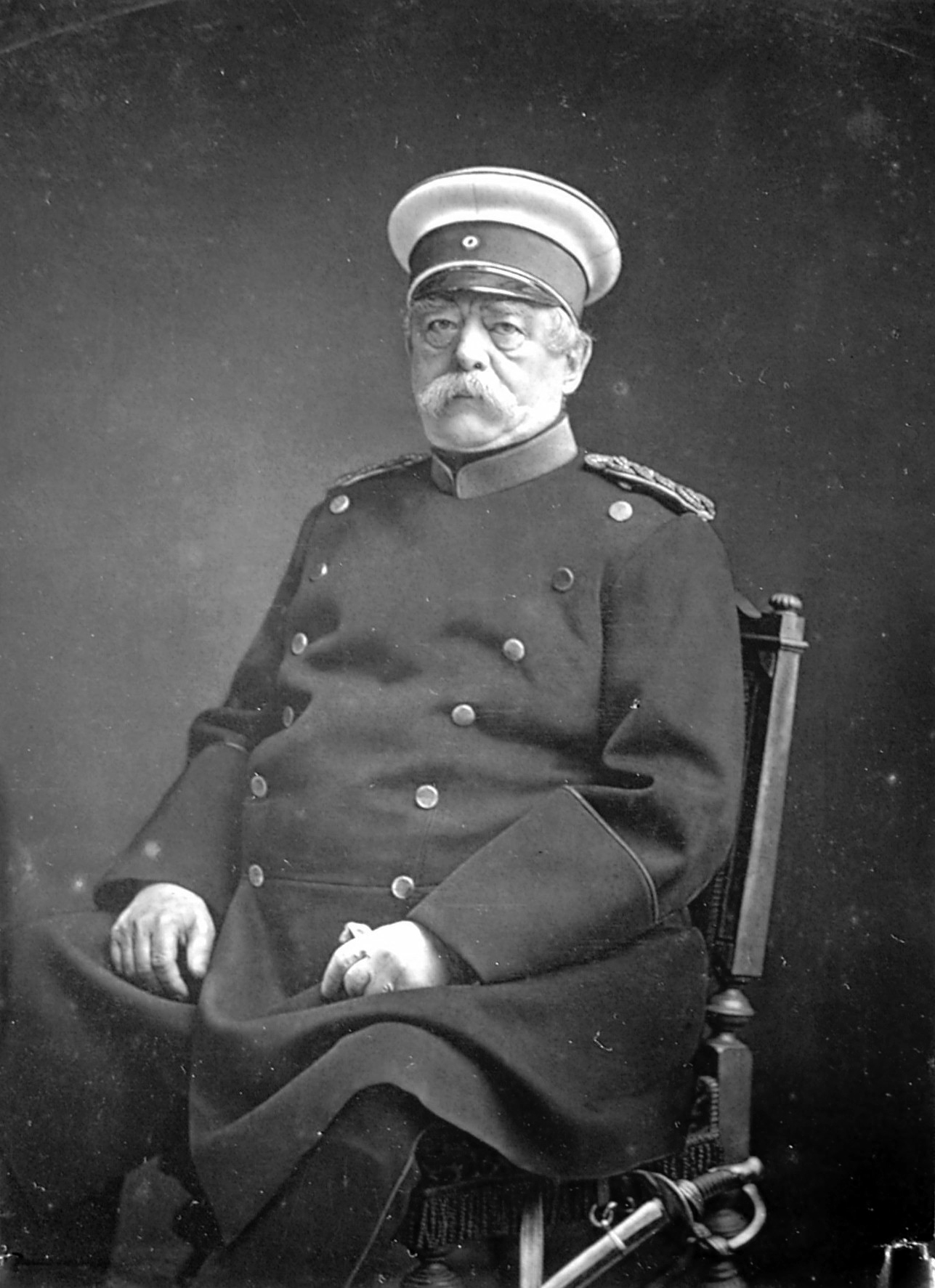
أصبح أوتو فون بسمارك مستشارًا لألمانيا في عام 1871 وأطلق صراع ثقافي ضد الكنيسة الكاثوليكية الرومانية في ألمانيا.

تم توقيع اتفاقية "الرايشكونكوردات" بين ألمانيا والكرسي الرسولي في 20 يوليو 1933 وتم التصديق عليها في سبتمبر من ذلك العام. كانت المعاهدة امتدادًا للوافقيات الحالية الموقعة بالفعل مع بروسيا وبافاريا  تم استخدام الاتفاقيات لإنشاء اتفاقيات ملزمة بحماية مصالح الكنيسة وحريتها في التصرف، لا سيما في البلدان التي ليس لديها أحكام قضائية قوية تضمن عدم تدخل الحكومة في المسائل الدينية أو حيث تسعى الكنيسة إلى موقع متميز تحت رعاية الحكومة.
العلمانية والدين
عادة ما تأخذ روايات العلاقات الدبلوماسية بين ألمانيا والفاتيكان في القرن العشرين كنقطة انطلاق للمشهد السياسي في أواخر القرن التاسع عشر. شهد المستشار الألماني بسمارك كولتورككامف («معركة من أجل الثقافة») في الفترة من 1871-1878 محاولة لتأكيد رؤية بروتستانتية مع قومية الإمبراطورية الألمانية الجديدة، ودمجت العداء لرجال الدين بارتياب السكان الكاثوليك، الذين كان من المفترض أن يكون ولائهم لنمسا وفرنسا. كان حزب الوسط الكاثوليكي قد تشكل في عام 1870، في البداية لتمثيل المصالح الدينية للكاثوليك والبروتستانت، ولكن تحول كولتورككامف إلى «الصوت السياسي للكاثوليك». كان الصراع الثقافي لبسمارك فاشلاً إلى حد كبير.
سعى بسمارك لتقييد سلطة الكنيسة الكاثوليكية في ألمانيا. اعتبر الكنيسة الرومانية «العدو الداخلي». وشمل الصراع الثقافي حل المنظمات الكاثوليكية، ومصادرة ممتلكات الكنيسة، ونفي أو سجن رجال الدين وخلاف مستمر مع الفاتيكان. تم استخدام المقاومة الصارمة للكنيسة الكاثوليكية ضد بسمارك و الصراع الثقافي، بما في ذلك المقاومة السلبية من قبل الكنيسة بشكل عام وطرد القساوسة المتعاونين، كمعيار لتقييم استجابة الكنيسة للنازيين من أوائل ثلاثينيات القرن الماضي وحتى الحرب العالمية الثانية.
نهاية الحرب العالمية الأولى
اعتبرت إعادة التنظيم الرسمية للعلاقات بين الكنيسة والدولة مرغوبة في أعقاب عدم الاستقرار السياسي في عام 1918 واعتماد دستور فايمار للرايخ مع الدساتير الجديدة في الولايات الألمانية في عام 1919. القضايا الرئيسية التي تأمل الكنيسة في حلها تتعلق بإعانات الدولة للكنيسة، ودعم المدارس الكاثوليكية، وتعيين الأساقفة والموقف القانوني لرجال الدين. تمنت حكومة الرايخ بدورها، لأسباب سياسية، إقامة علاقات ودية مع الكرسي الرسولي. أرادت ألمانيا أيضًا منع إنشاء حدود أبرشية جديدة من شأنها أن تضعف روابط ألمانيا بالأراضي الألمانية التي تم التنازل عنها في الشرق مثل دانزيج وسيليزيا العليا.
جرت المفاوضات المتعلقة بنقاط محددة، بدلاً من كونكوردات عامة، بين 1919 و1922. لكن حتى بعد أن تلاشت المشاعر اللاحقة بين الطرفين، فشلت المفاوضات، وذلك في المقام الأول لأن كلا من الرايخستاغ ورايخسرات سيطرت عليهما أغلبيات غير كاثوليكية لم يرغبا، لأسباب مختلفة، في اتفاق رسمي مع الفاتيكان. في غياب اتفاق يتعلق بمجالات اهتمام خاصة بالرايخ، أبرم الكرسي الرسولي المزيد من الاتفاقيات مع ثلاث ولايات ألمانية حيث تركز الكاثوليك: بافاريا (1924)، بروسيا (1929) وبادن (1932).
البابا بيوس الحادي عشر

## الفترة النازية

### النازيون يتولون السلطة
في يناير 1933، أصبح هتلر مستشارًا. أدى إقرار قانون التمكين في 23 مارس، جزئيًا، إلى إزالة الرايخستاغ باعتباره عقبة أمام إبرام اتفاق مع الفاتيكان. عرض هتلر إمكانية التعاون الودي، ووعد بعدم تهديد الرايخستاغ، رئيس الولايات أو الكنائس إذا منح صلاحيات الطوارئ. مع تطويق القوات شبه العسكرية النازية للمبنى، قال: «من حقكم يا سادة الرايخستاغ أن تختارو بين الحرب والسلام». سمح القانون لهتلر ومجلس وزرائه بالحكم بمرسوم طوارئ لمدة أربع سنوات، على الرغم من بقاء هيندنبرج رئيسًا. كان الكاثوليك الألمان حذرين من الحكومة الجديدة:

في أوائل عام 1933، أخبر هتلر هيرمان روشنينج أن بسمارك كان غبيًا في بدء الصراع الثقافي وحدد إستراتيجيته الخاصة للتعامل مع رجال الدين والتي ستستند في البداية إلى سياسة التسامح: 
 يجب علينا أن نحب الكهنة بجشعهم المشهور وتسامحهم مع أنفسهم. سنكون بذلك قادرين على تسوية كل شيء معهم بسلام ووئام تامين. سأعطيهم مهلة لبضع سنوات. لماذا يجب أن نتشاجر؟ سوف تبتلع أي شيء من أجل الحفاظ على مزاياها المادية. المسائل لن تأتي أبدا على رأسها. سيتعرفون على إرادة قوية، ونحن بحاجة فقط إلى إظهار لهم مرة واحدة أو مرتين من هو السيد. سوف يعرفون من أي طريق تهب الرياح. 

### نص الاتفاقية
تم توقيع المعاهدة مع البروتوكول الإضافي [بين قوسين] في 20 يوليو 1933. تم التصديق عليه ودخل حيز التنفيذ اعتبارًا من 10 سبتمبر 1933 وما زال ساريًا حتى اليوم. صدر نص الكونكورد في 22 يوليو 1933 وبدأ مع ديباجة توضح الرغبة المشتركة لكلا الطرفين للعلاقات الودية المنصوص عليها في اتفاق رسمي.
مقدمة
بروتوكول إضافي {بين قوسين}
عندما انتهى توقيع الكونكورد اليوم بين الكرسي الرسولي والرايخ الألماني، قام الموقعون أدناه، المفوضون حسب الأصول، بصياغة التفسيرات التالية التي تشكل جزءًا لا يتجزأ من الكونكورد.
- المادة 1 - الرايخ الألماني يضمن حرية الممارسة العامة للديانة الكاثوليكية. وهي تعترف بحق الكنيسة الكاثوليكية في تنظيم وإدارة شؤونها الخاصة بشكل مستقل ضمن حدود القانون المطبق على الجميع وإصدار القوانين والمراسيم الملزمة لأعضائها - في إطار اختصاصها.[21]

سيؤدي غموض المادة لاحقًا إلى تفسيرات متناقضة.
- المادة 2: أبرم المتفقون مع بافاريا (1924) وبروسيا (1929) وبادن (1932) وحقوق وامتيازات الكنيسة الكاثوليكية المعترف بها فيها دون تغيير داخل أراضي الولايات (لاندر) المعنية. بالنسبة لبقية الولايات، تكون أحكام هذا الاتفاق سارية بالكامل. يجب أن تكون هذه الأحكام ملزمة للدول الثلاث المذكورة بقدر ما هي ذات صلة بالأمور التي لا ينظمها المتفقون مع تلك الدول، أو بقدر ما تستكمل الترتيبات التي تم اتخاذها بالفعل.[20]

ويؤكد كونكورداتس ولاية، Länderkonkordate، مع بافاريا (1924)، بروسيا (1929)، وبادن (1932) صالحة.
- المادة 3 من أجل تعزيز العلاقات الطيبة بين الكرسي الرسولي والرايخ الألماني، ستستمر الكنيسة الرسولية في الإقامة، كما هو الحال الآن، في عاصمة الرايخ الألماني ويقيم سفير الرايخ الألماني مع الكرسي الرسولي. {فيما يتعلق بالفن. 3. وفقًا للتبادل بين مجلس الكنائس الرسولي والمكتب الخارجي للرايخ في 11 و12 مارس على التوالي، ستكون الكنيسة الرسولية للرايخ الألماني عميد السلك الدبلوماسي المعتمد في برلين. } [20]

يؤكد أن الفاتيكان لديه بابا نونسيو (دبلوماسي) في برلين والحكومة الألمانية لها سفير في روما.
- المادة 4 - يتمتع الكرسي الرسولي بحرية تامة في اتصاله ومراسلاته مع الأساقفة ورجال الدين وجميع أعضاء الكنيسة الكاثوليكية في ألمانيا. الأمر نفسه ينطبق على الأساقفة والسلطات الأبرشية الأخرى في اتصالهم مع المؤمنين في جميع الأمور في مكتبهم الرعوي. يجوز نشر التعليمات والمراسيم والرسائل الرعوية والجرائد الرسمية للأبرشية وغيرها من التشريعات المتعلقة بالإرشاد الروحي للمؤمنين، الصادرة عن السلطات الكنسية في إطار اختصاصها، دون عائق وإبلاغ المؤمنين بالطرق المعتادة.[20]

تؤكد المادة 4 للكرسي الرسولي على الحرية الكاملة للتواصل مع رجال الدين الألمان وللأساقفة الألمان للتواصل مع العلماني «في جميع أمور مكتبهم الرعوي». سيتم تفسير كلمات التأهيل في هذا البند لاحقًا من قِبل النازيين بمعناه الأضيق لتقييد اتصالات الكنيسة بالعبادة والطقوس فقط.
تتناول المواد من 5 إلى 10 وضع رجال الدين بموجب القانون الألماني. تم منح الكهنة الحماية ضد أي تدخل في أنشطتهم الروحية وكذلك الحماية من الافتراء الخبيث أو سوء استخدام ملابس رجال الدين. تم ضمان الإعفاء من خدمة هيئة المحلفين، وما شابه ذلك من الالتزامات، والسرية المعترف بها مضمونة. يمكن لأعضاء رجال الدين قبول تعيين الدولة فقط طالما وافق الأسقف ويمكن سحب هذا الإذن في أي وقت لأسباب مهمة.
- المادة 33 جميع المسائل المتعلقة بالكتبة أو شؤون الكنيسة التي لم يرد ذكرها في المواد السابقة سيتم تسويتها، من أجل الكنيسة، وفقًا لقانون الشريعة المعمول به. إذا نشأ خلاف، في المستقبل، فيما يتعلق بتفسير أو تطبيق أي من أحكام هذا الاتفاق، فإن الكرسي الرسولي والرايخ الألماني سيصلان إلى حل ودي باتفاق متبادل.[20]
- المادة 34 يتم التصديق على هذا الاتفاق، الذي يكون لنصه الألماني والإيطالي قوة ملزمة متساوية، ويتم تبادل شهادات التصديق في أقرب وقت ممكن. سيتم فرضه من يوم التبادل. وإثباتا لهذا، قام المفوضون [الممثلون] بالتوقيع على هذا الاتفاق. وقعت في النموذجين الأصليين، في مدينة الفاتيكان، 30 يوليو 1933. توقيع: أوجينيو، الكاردينال باسيلي. توقيع: فرانز فون بابن.

تنص المادة 33 على تسوية أي صعوبات في تفسير التوافق من خلال «حل ودي باتفاق متبادل». المادة 34 تدعو إلى التصديق السريع للكونكورد. كما تنص الوثيقة لم يكن ساري المفعول حتى التصديق عليه في 10 سبتمبر 1933.
تمت إضافة بروتوكول سري إضافي عند توقيعه. عندما تم التصديق على الكونكورد في 10 سبتمبر 1933، منح رجال الدين الكاثوليك بعض الإعفاءات من أي عمليات استدعاء تجنيد للجيش العالمي في المستقبل. كما تنص المادة 27، «يتم قبول وزارة خاصة ومعفية. .» نظرًا لأن معاهدة فرساي قد منعت ألمانيا من إنشاء جيش كبير، ينظر هتلر إلى هذا الحكم باعتبار الفاتيكان يعطي موافقته الضمنية على إعادة تسليح ألمانيا. كتب بابن إلى هتلر بخصوص هذا البند السري واختتم بيانه الموجز «أتمنى أن يكون هذا الاتفاق ممتعًا لك». تم إدراج أحكام الملحق بناءً على طلب من مؤتمر الأساقفة الألمان فولدا، وكانت محتوياته سرية للغاية حتى أن إيرنست فون فايزاكير، وزير الدولة بوزارة الخارجية منذ عام 1938، لم يكن على علم بذلك حتى أبلغه بابال نونسيو أورسينيجو في 1939.

### الانتهاكات
بدأت الانتهاكات النازية للكونكورد فور توقيعه. فرض النازيون السلطة القضائية على جميع الأنشطة الجماعية والاجتماعية، والتدخل في التعليم الكاثوليكي، ومجموعات الشباب، ونوادي العمال والجمعيات الثقافية. كتب بول أوشيه أن هتلر «تجاهل صارخ» للكونكورد، وكان توقيعه له مجرد خطوة أولى في «القمع التدريجي للكنيسة الكاثوليكية في ألمانيا». كتب أنتون جيل أنه «من خلال أسلوبه المعتاد -الذي لا يقاوم- في البلطجة، شرع هتلر في السير لمسافة ميل حيث حصل على شبر واحد» وأغلق جميع المؤسسات الكاثوليكية التي لم تكن وظائفها دينية بحتة:
مباشرة بعد توقيع الاتفاق، أصدر النازيون قانون التعقيم الخاص بهم - قانون منع ذرية المرضى الوراثية - وهي سياسة هجومية في عيون الكنيسة الكاثوليكية. بعد أيام، بدأت التحركات في حل رابطة الشباب الكاثوليكي. بدأ استهداف رجال الدين والراهبات والقادة العاديين، مما أدى إلى القبض على الآلاف من الأشخاص على مدار الأعوام التالية، وغالبًا ما يتم اتهامهم بتهم تهريب العملة أو «الفجور». تمت مراقبة الكهنة عن كثب وكثيراً ما يتم إلقاء القبض عليهم وإرسالهم إلى معسكرات الاعتقال. من عام 1940، تم إنشاء ثكنات رجال دين مخصصة في معسكر الاعتقال داكاو. كان تخويف رجال الدين واسع الانتشار. أطلق النار على الكاردينال فولهابير في الكاردينال Innitzer وهو مقر الوكالة بفيينا في أكتوبر 1938.
نمت المشاعر المعادية للنازية في الأوساط الكاثوليكية حيث زادت الحكومة النازية من تدابيرها القمعية ضد أنشطتها. في تاريخه عن المقاومة الألمانية، كتب هوفمان، منذ البداية:

### الحرب العالمية الثانية
من عام 1940، أطلق الغيستابو اضطهاد شديد ضد الأديرة؛ الغزو والبحث عنها والاستيلاء عليها. كان لمقاطعة توتونيا الدومينيكية، لورنتيوس سيمير، الزعيم الروحي للمقاومة الألمانية، تأثير في لجنة المسائل، والتي تشكلت ردا على الهجمات النازية ضد الأديرة الكاثوليكية والتي تهدف إلى تشجيع الأساقفة على التدخل ومعارضة الدولة النازية بشكل أكثر حزما.
حاولت شخصيات مثل الأساقفة كليمنس أوغست غراف فون جالين وكونراد فون بريسينغ حماية القساوسة الألمان من الاعتقال. في خطب جالينوس الشهيرة في 1941 ضد القتل الرحيم، ندد بمصادرة ممتلكات الكنيسة. هاجم الغيستابو ممتلكات الكنيسة وقام بتحويلها إلى أغراضها الخاصة - بما في ذلك استخدامها كدور سينما ودعارة. وقد احتج على إساءة معاملة الكاثوليك في ألمانيا: الاعتقالات والسجن بدون إجراءات قانونية، وقمع الأديرة.

## روابط خارجية
- نص الاتفاقية (بالألمانية)
- نص الاتفاقية والملحق السري (بالإنجليزية)
- المتحف الالماني: Das Reichskonkordat (بالألمانية)
- ميت بريندر سورج، المنشور البابوي للبابا بيوس الحادي عشر، ميت بريندر سورج، 1937(English translation).